# 양평군의 국회의원

## 행정구역 변천
- 1945년 8월 15일 경기도 양평군
- 1963년 1월 1일 여주군 개군면이 양평군에 편입
- 2006년 12월 1일 지제면이 지평면으로 개칭

## 양평군의 역대 국회의원 일람
| 대수         | 이름           | 소속정당   | 임기                             | 선거구역                                    |
| ------------ | -------------- | ---------- | -------------------------------- | ------------------------------------------- |
| 제1대        | 유래완(柳來琬) | 무소속     | 1948년 5월 31일~1950년 5월 30일  | 양평군 일원                                 |
| 제2대        | 여운홍(呂運弘) | 무소속     | 1950년 5월 31일~1954년 5월 30일  | 양평군 일원                                 |
| 제3대        | 천세기(千世基) | 무소속     | 1954년 5월 31일~1958년 5월 30일  | 양평군 일원                                 |
| 제4대        | 유용식(兪龍植) | 자유당     | 1958년 5월 31일~1960년 7월 28일  | 양평군 일원                                 |
| 제5대 민의원 | 천세기(千世基) | 민주당     | 1960년 7월 29일~1960년 5월 16일  | 양평군 일원                                 |
| 제6대        | 이백일(李白日) | 민주공화당 | 1963년 12월 17일~1967년 6월 30일 | 여주군·양평군 일원                          |
| 제7대        | 이백일(李白日) | 민주공화당 | 1967년 7월 1일~1971년 6월 30일   | 여주군·양평군 일원(제7선거구)               |
| 제8대        | 천명기(千命基) | 신민당     | 1971년 7월 1일~1972년 10월 17일  | 여주군·양평군 일원(제8선거구)               |
| 제9대        | 김용채(金鎔采) | 민주공화당 | 1973년 3월 12일~1979년 3월 11일  | 연천군·포천군·가평군·양평군 일원(제8선거구) |
| 제9대        | 천명기(千命基) | 신민당     | 1973년 3월 12일~1979년 3월 11일  | 연천군·포천군·가평군·양평군 일원(제8선거구) |
| 제10대       | 오치성(吳致成) | 민주공화당 | 1979년 3월 12일~1980년 10월 27일 | 연천군·포천군·가평군·양평군 일원(제8선거구) |
| 제10대       | 천명기(千命基) | 신민당     | 1979년 3월 12일~1980년 10월 27일 | 연천군·포천군·가평군·양평군 일원(제8선거구) |
| 제11대       | 김영선(金永先) | 민주정의당 | 1981년 4월 11일~1985년 4월 10일  | 남양주군·양평군 일원                        |
| 제11대       | 조병봉(趙炳鳳) | 한국국민당 | 1981년 4월 11일~1985년 4월 10일  | 남양주군·양평군 일원                        |
| 제12대       | 김영선(金永先) | 민주정의당 | 1985년 4월 11일~1988년 5월 29일  | 남양주군·양평군 일원                        |
| 제12대       | 조병봉(趙炳鳳) | 한국국민당 | 1985년 4월 11일~1988년 5월 29일  | 남양주군·양평군 일원                        |
| 제13대       | 김영선(金永先) | 민주정의당 | 1988년 5월 30일~1992년 5월 29일  | 가평군·양평군 일원                          |
| 제14대       | 안찬희(安瓚熙) | 민주자유당 | 1992년 5월 30일~1996년 5월 29일  | 가평군·양평군 일원                          |
| 제15대       | 김길환(金佶煥) | 신한국당   | 1996년 5월 30일~2000년 5월 29일  | 가평군·양평군 일원                          |
| 제16대       | 정병국(鄭柄國) | 한나라당   | 2000년 5월 30일~2004년 5월 29일  | 가평군·양평군 일원                          |
| 제17대       | 정병국(鄭柄國) | 한나라당   | 2004년 5월 30일~2008년 5월 29일  | 양평군·가평군 일원                          |
| 제18대       | 정병국(鄭柄國) | 한나라당   | 2008년 5월 30일~2012년 5월 29일  | 양평군·가평군 일원                          |
| 제19대       | 정병국(鄭柄國) | 새누리당   | 2012년 5월 30일~2016년 5월 29일  | 여주시·양평군·가평군 일원                   |
| 제20대       | 정병국(鄭柄國) | 새누리당   | 2016년 5월 30일~2020년 5월 29일  | 여주시·양평군 일원                          |
| 제21대       | 김선교(金善敎) | 미래통합당 | 2020년 5월 30일~2023년 5월 18일  | 여주시·양평군 일원                          |
| 제22대       | 김선교(金善敎) | 국민의힘   | 2024년 5월 30일~                 | 여주시·양평군 일원                          |

## 같이 보기
- 여주시·양평군
- 가평군·양평군
- 양평군·가평군
- 여주군·양평군·가평군
- 여주시의 국회의원
- 이천시의 국회의원
- 가평군의 국회의원
- 춘천시의 국회의원
- 원주시의 국회의원